# Gonaincourt
Gonaincourt era una comuna francesa que estaba situada en el departamento de Alto Marne, de la región de Gran Este, que en 1973 pasó a formar parte de la comuna de Bourmont como comuna asociada.

## Historia
La comuna asociada fue suprimida el 1 de junio de 2016.

## Demografía
| Gráfica de evolución demográfica de Gonaincourt entre 1800 y 1968 |
|                                                                   |

Los datos demográficos contemplados en este gráfico se han cogido de la página francesa EHESS/Cassini.